# Епилатор
Епилатор или депилатор је електрични уређај који служи за уклањање длака са тијела. Уклањање длака епилатором је слично уклањању воском с разликом што се при депилацији епилатором не уклањају ћелије епитела или епидермиса. Епилатори обично немају дијелове које треба редовно мијењати (осим првих епилатора са опругом) и функционишу укључени у струју или имају пуњиве батерије. Постоје и додаци за чишћење, пилинг и масажу коже након депилирања који се стављају на главу епилатора.
Сам процес депилације може бити веома болан јер се длаке чупају из корјена. Због тога се за прву депилацију неког дијела тијела обично примјењује депилација воском, а затим се новонарасле длаке уклањају епилатором.

## Историја и врсте епилатора

### Епилатори са опругом
Први тип епилатора, назван Epilady произведен је у Израелу 1986. за потребе кибуца Хагошрим. Дизајн је обухватао савијену опругу подијељену на завојнице тако да су се завојнице с једне стране чврсто стискале док су се оне на другој страни шириле. Мотор је ротирао опругу изазивајући њено савијање. Епилатор је помјерањем по кожи хватао длаке у опругу и извлачио их напоље.
Пошто су се опруге стално савијале требало је их често мијењати. Данас се дизајн сличан овоме користи за бријаче који не раде аутоматски већ се покрећу окретањем двају ручица.

### Епилатори са ротирајућим диском
Ова врста епилатора умјесто опруге има велики број металних дискова, али је остатак система сличан претходном типу што је довело до спорења и судског процеса око овог патента између произвођача из Израела и компаније Ремингтон који је Ремингтон добио што је повећало производњу и потражњу за новим типом епилатора.

### Епилатори на систему пинцете
Даљим развојем епилатора са ротирајућим дисковима дошло је до замјене дискова са металним плочицама (пинцетама) које се налазе у пластичном кућишту епилатора. Ротирањем главе епилатора долази до помјерања врхова плочица и њиховог раздвајања једном при сваком пуном окрету главе. Длака улази између плочица када су оне отворене, затварањем и окретањем плочица долази до чупања длака које након поновног раздвајања плочица излазе у спољну средину. Читав овај систем ради слично као и пинцета по чему је тип и добио назив.
Могуће је да се јаче и дуже длаке не извуку у потпуности па на таквим дијеловима поступак треба поновити.
Данас је већина произвођача, чак и Epilady прешла на производњу овог типа епилатора па се даљњим развојем дошло до епилатора који посједује неколико брзина рада чија употреба зависи од подручја на ком се врши депилација. Развијени су и епилатори овог типа који раде под водом.

### епилатори[8]
(енгл.  - интензивна пулсирајућа свјетлост) епилатори користе свјетлосну енергију за трајно уклањање длачица. Користе се за третирање великих подручја нежељених длачица. Прије употребе ове врсте епилатора потребно је обријати длаке жилетом за бријање. Затим се лаганим притиском на кожу интензивна свјетослт се одашиље у фоликул длаке што значајно слаби коријен длаке.

### Ласерски епилатори[9]
Ласерски епилатори длаке уклањају помоћу ласерских зрака. Вишеструким кориштењем ове врсте епилатора трајно се спречава раст длака.
Ласерски зрак се шаље у фоликул длаке са довољно енергије да га уништи. Таласи који се емитују су једнаке таласне дужине и боје. Таласна дужина је око 808 нанометара. Кожа пропушта енергију таласа те дужине док структуре које садрже меланин упијају енергију што доводи до брзог загријавања и уништења коријена длаке. Зато се ласерски епилатори могу користити за уништење коријена без оштећења коже.